# ミエスク
ミエスク (Miesque) は、父・ヌレイエフ (Nureyev) と母・パサドーブル (Pasadoble) の間に生まれた鹿毛のサラブレッド。ブラッド・ホース誌が選ぶ20世紀のアメリカ名馬100選第82位。1980年代後半のヨーロッパにおけるマイル戦線でトップクラスの実力を誇った名牝。

## 現役時代
デビュー戦を勝った1週間後にモルニ賞に挑戦。3着に敗れるも、これが生涯最低着順となる。その後サラマンドル賞、マルセルブサック賞を連勝して、2歳は4戦3勝。
3歳。イギリス1000ギニー、プール・デッセ・デ・プーリッシュを連勝後、ディアヌ賞は距離の壁に泣いたか、2着に敗れる。このときの1着馬はインディアンスキマー（のちに牡馬相手にチャンピオンステークス・アイリッシュチャンピオンステークスを勝利）。
その後マイル戦線に復帰し、ジャック・ル・マロワ賞・ムーラン・ド・ロンシャン賞を連勝、クイーンエリザベス2世ステークス2着ののちアメリカに遠征。ブリーダーズカップ・マイルをレコード勝ちする。
4歳になり、イスパーン賞、ジャック・ル・マロワ賞を連勝。ムーラン・ド・ロンシャン賞ではソヴィエトスターに競り負けるものの、再度のアメリカ遠征でブリーダーズカップマイルを連覇して引退する。
4回の敗戦のうち3回は重馬場であった。1マイル（芝8ハロン）では11戦9勝2着2回。負けた1回は騎手が乗り替わり、1回は重馬場だった。

## 競走成績
以下の内容はJRA-VAN Ver.World、優駿達の蹄跡に基づく。
| 競走日         | 競馬場             | 競走名                 | 格 | 馬場・距離 （馬場状態） | 頭数 | 着順 | タイム  | 着差      | 騎手       | 斤量 | 1着馬（2着馬）  |
| -------------- | ------------------ | ---------------------- | -- | ----------------------- | ---- | ---- | ------- | --------- | ---------- | ---- | --------------- |
| 1986年8月9日   | ドーヴィル         | 条件戦                 |    | 芝 6F (良)              | 6    | 1着  | 1:14.6  | 2馬身     | F.ヘッド   | 56   | (Proflare)      |
| 1986年8月17日  | ドーヴィル         | モルニ賞               | G1 | 芝 1200m (重)           | 8    | 3着  | -       | 1馬身     | F.ヘッド   | 54.5 | Sakura Reiko    |
| 1986年9月21日  | ロンシャン         | サラマンドル賞         | G1 | 芝 1400m (稍重)         | 10   | 1着  | 1:25.5  | 1+1⁄2馬身 | F.ヘッド   | 54.5 | (Sakura Reiko)  |
| 1986年10月5日  | ロンシャン         | マルセルブサック賞     | G1 | 芝 1600m (堅良)         | 11   | 1着  | 1:37.5  | +1⁄2馬身  | F.ヘッド   | 55   | (Milligran)     |
| 1987年4月3日   | メゾンラフィット   | アンプリュダンス賞     | L  | 芝 7F (不良)            | 5    | 1着  | 1:33.4  | 2+1⁄2馬身 | F.ヘッド   | 58   | (Grecian Urn)   |
| 1987年4月30日  | ニューマーケット   | 英1000ギニー           | G1 | 芝 8F (良)              | 14   | 1着  | 1:38.48 | 1+1⁄2馬身 | F.ヘッド   | 57   | (Milligram)     |
| 1987年5月17日  | ロンシャン         | 仏1000ギニー           | G1 | 芝 1600m (重)           | 8    | 1着  | 1:38.1  | 2+1⁄2馬身 | F.ヘッド   | 58   | (Sakura Reiko)  |
| 1987年6月14日  | シャンティ         | ディアヌ賞             | G1 | 芝 2100m (重)           | 11   | 2着  | -       | 4馬身     | F.ヘッド   | 58   | Indian Skimmer  |
| 1987年8月16日  | ドーヴィル         | ジャックルマロワ賞     | G1 | 芝 1600m (良)           | 9    | 1着  | 1:35.0  | 3馬身     | F.ヘッド   | 53.5 | (Nasumeel)      |
| 1987年9月6日   | ロンシャン         | ムーランドロンシャン賞 | G1 | 芝 1600m (稍重)         | 7    | 1着  | 1:37.4  | 2+1⁄2馬身 | F.ヘッド   | 54.5 | (Soviet Star)   |
| 1987年9月26日  | アスコット         | クイーンエリザベス2世S | G1 | 芝 8F (良)              | 5    | 2着  | -       | 5馬身     | S.コーゼン | 54.5 | Milligran       |
| 1987年11月21日 | ハリウッドパーク   | ブリーダーズCマイル    | G1 | 芝 8F (堅良)            | 14   | 1着  | R1:32.8 | 3+1⁄2馬身 | F.ヘッド   | 54.5 | (Snow Dancer)   |
| 1988年5月29日  | ロンシャン         | イスパーン賞           | G1 | 芝 1850m (重)           | 6    | 1着  | 1:55.2  | 短アタマ  | F.ヘッド   | 56   | (Saint Andrews) |
| 1988年8月14日  | ドーヴィル         | ジャックルマロワ賞     | G1 | 芝 1600m (良)           | 6    | 1着  | 1:38.6  | 1馬身     | F.ヘッド   | 56   | (Warning)       |
| 1988年9月4日   | ロンシャン         | ムーランドロンシャン賞 | G1 | 芝 1600m (重)           | 7    | 2着  | -       | アタマ    | F.ヘッド   | 56   | Soviet Star     |
| 1988年11月5日  | チャーチルダウンズ | ブリーダーズCマイル    | G1 | 芝 8F (良)              | 12   | 1着  | 1:38.6  | 4馬身     | F.ヘッド   | 56   | (Steinlen)      |

- 競走名のSはステークス、Cはカップの略。

## 母として
アメリカにそのまま残り、レーンズエンドファームで繁殖生活に入ったミエスクは、自分の子供の活躍で再び脚光を浴びることになる。
初仔のキングマンボ (Kingmambo) はマイル戦線でG1を3勝、種牡馬としてもエルコンドルパサー、アルカセット、キングカメハメハなど多くの活躍馬を輩出した。
2番仔のイーストオブザムーン (East Of The Moon) もフランス牝馬クラシック二冠などG1で3勝。3番仔のミエスクズサン (Miesque's Son) も重賞（フランスG3・リゾランジ賞）を勝って種牡馬入りし、Whipper、Miesque's ApprovalとG1馬を輩出している。またキングマンボ、ミエスクズサンの全弟にあたる6番仔のミシックトライブ (Mythic Tribe) は日本に種牡馬として輸出されている。
1999年にはアメリカ競馬名誉の殿堂博物館に殿堂馬として選定された。
繁殖牝馬引退後はレーンズエンドファームのオークツリー分場で余生を送っていた。2011年1月20日に老衰のため死亡した。

## 血統表
| ミエスクの血統（ノーザンダンサー系 / 4代内アウトブリード） | ミエスクの血統（ノーザンダンサー系 / 4代内アウトブリード） | ミエスクの血統（ノーザンダンサー系 / 4代内アウトブリード） | （血統表の出典）   | （血統表の出典） |
| 父 Nureyev 1977 鹿毛                                       | 父の父Northern Dancer 1961 鹿毛                            | Nearctic                                                   | Nearco             | Nearco           |
| 父 Nureyev 1977 鹿毛                                       | 父の父Northern Dancer 1961 鹿毛                            | Nearctic                                                   | Lady Angela        |                  |
| 父 Nureyev 1977 鹿毛                                       | 父の父Northern Dancer 1961 鹿毛                            | Natalma                                                    | Native Dancer      | Native Dancer    |
| 父 Nureyev 1977 鹿毛                                       | 父の父Northern Dancer 1961 鹿毛                            | Natalma                                                    | Almahmoud          |                  |
| 父 Nureyev 1977 鹿毛                                       | 父の母Special 1969 鹿毛                                    | Forli                                                      | Aristophanes       | Aristophanes     |
| 父 Nureyev 1977 鹿毛                                       | 父の母Special 1969 鹿毛                                    | Forli                                                      | Trevisa            |                  |
| 父 Nureyev 1977 鹿毛                                       | 父の母Special 1969 鹿毛                                    | Thong                                                      | Nantallah          | Nantallah        |
| 父 Nureyev 1977 鹿毛                                       | 父の母Special 1969 鹿毛                                    | Thong                                                      | Rough Shod         |                  |
| 母 Pasadoble 1979 鹿毛                                     | 母の父Prove Out 1969 栗毛                                  | Graustark                                                  | Ribot              | Ribot            |
| 母 Pasadoble 1979 鹿毛                                     | 母の父Prove Out 1969 栗毛                                  | Graustark                                                  | Flower Bowl        |                  |
| 母 Pasadoble 1979 鹿毛                                     | 母の父Prove Out 1969 栗毛                                  | Equal Venture                                              | Bold Venture       | Bold Venture     |
| 母 Pasadoble 1979 鹿毛                                     | 母の父Prove Out 1969 栗毛                                  | Equal Venture                                              | Igual              |                  |
| 母 Pasadoble 1979 鹿毛                                     | 母の母Santa Quilla 1970 黒鹿毛                             | Sanctus                                                    | Fine Top           | Fine Top         |
| 母 Pasadoble 1979 鹿毛                                     | 母の母Santa Quilla 1970 黒鹿毛                             | Sanctus                                                    | Sanelta            |                  |
| 母 Pasadoble 1979 鹿毛                                     | 母の母Santa Quilla 1970 黒鹿毛                             | Neriad                                                     | Princequillo       | Princequillo     |
| 母 Pasadoble 1979 鹿毛                                     | 母の母Santa Quilla 1970 黒鹿毛                             | Neriad                                                     | Sea-Change F-No.20 |                  |

## ミエスクの主要なファミリーライン
※「f」は「filly（牝馬）」の略、「c」は「colt（牡馬）」の略。太字はG1級競走優勝馬。 
- Miesque 1984 f（サラマンドル賞・マルセルブサック賞・英1000ギニー・仏1000ギニー・ジャックルマロワ賞連覇・ムーランドロンシャン賞・BCマイル連覇・イスパーン賞）
  - Kingmambo 1990 c（仏2000ギニー・セントジェームズパレスS・ムーランドロンシャン賞）
  - East of the Moon 1991 f（仏1000ギニー・仏オークス・ジャックルマロワ賞）
    - Moon's Whisper 1999 f
      - *アタブ 2012 f
        - ルガル 2020 c（スプリンターズS・シルクロードS）

    - Alpha Lupi 2004 f
      - Alpha Centauri 2015 f（愛1000ギニー・コロネーションS・ファルマスS・ジャックルマロワ賞）
      - Alpine Star 2017 f（コロネーションS）
      - Discoveries 2019 f（モイグレアスタッドS）

  - Miesque's Son 1992 c
  - *ムーンイズアップ 1993 f
    - *サンイズアップ 1998 f
      - Karakontie 2011 c（ジャンリュックラガルデール賞・仏2000ギニー・BCマイル）

    - *アマーニ 2008 f（セクウィニフィリーズS）

  - Monevassia 1994 f
    - *ウーマンシークレット 2002 f
      - *ワイルドウインド 2008 f
        - ゼッフィーロ 2019 c（アルゼンチン共和国杯）

    - Rumplestiltskin 2003 f（モイグレアスタッドS・マルセルブサック賞）
      - Tapestry 2011 f（ヨークシャーオークス）

    - *ラヴズオンリーミー 2006 f
      - ラッドルチェンド 2010 f
        - テルツェット 2017（ダービー卿CT、クイーンC）

      - リアルスティール 2012 c（ドバイターフ）
      - ラヴズオンリーユー 2016 f（優駿牝馬、クイーンエリザベス2世C、BCフィリー&メアターフ、香港カップ）

  - *ミシックトライブ 1996 c
  - *セカンドハピネス 2002 f
    - Study of Man 2015 c（仏ダービー）

## 外部サイト
- 競走馬成績と情報 netkeiba、JBISサーチ、Racing Post